# 利桑德罗·马丁内斯
利桑德羅·馬丁內斯（西班牙語：Lisandro Martínez；1998年1月18日—，常简称利马），阿根廷足球運動員，現效力英超球會曼聯，阿根廷國家足球隊成員，司職中後衛。雖然馬天尼斯的身高比其他的中堅矮小，但其有著出色的奪球能力，遠射能力也較為優秀。

## 俱樂部生涯
青訓時期，馬丁內斯在阿根廷瓜萊瓜伊的兩支球隊度過了十二年。直到2014年，他才加入阿甲球隊紐韋爾老男孩，並沒有獲得太多的上場機會。
2017年馬丁內斯被租借去了另一支阿根廷球隊防衛者，並成為球隊的絕對主力。在之後的賽季，他入選了阿甲最佳陣容。
2019年阿積士以700萬歐元簽下馬丁內斯。
2022年7月27日，英超球隊曼聯以4900萬英鎊簽入馬天尼斯，另加850萬英鎊流動條款，雙方簽約5年。
2023年1月22日，马丁内斯在酋长球场对阵阿森纳足球俱乐部的比赛中打进了他为曼联效力的首粒进球，但球队以2-3告负。 他与曼联的首座奖杯于2月26日到手，球队在2023年英格兰联赛杯决赛中击败了纽卡斯尔联足球俱乐部。 4月13日，马丁内斯在对阵塞维利亚足球俱乐部的欧联杯四分之一决赛首回合比赛中右脚受伤。第二天确认他的右脚第五跖骨骨折，将缺席赛季余下的比赛。
9月29日，马丁内斯再次脚伤复发，他因此缺阵四个月，并于2024年1月14日在曼联2-2战平托特纳姆热刺足球俱乐部的比赛中替补复出。 2月4日，他在对阵西汉姆联足球俱乐部的比赛中于第71分钟与西汉姆后卫弗拉迪米尔·曹法尔相撞后被换下场。 随后确认他遭遇了内侧副韧带损伤，预计至少将缺阵八周。

## 國家隊生涯
2019年3月22日，阿根廷1-3輸給委內瑞拉的友誼賽中，馬丁內斯首發出場完成個人國家隊首秀。
2022年世界盃，马丁内斯入選阿根廷國家隊，並隨隊獲得世界盃冠軍。

## 榮譽

### 俱樂部
阿賈克斯
- 荷兰足球甲级联赛冠軍：2020–21、2021–22
- 荷蘭盃冠軍：2021
- 克魯伊夫盾冠軍：2019

 曼联
- 英格兰联赛盃冠军：2022–23
- 英格蘭足總盃冠軍：2023–24[18]

### 國家隊
阿根廷
- 美洲國家盃冠軍：2021、2024
- 歐美超級杯冠軍：2022
- 世界盃冠軍：2022

### 個人
- 阿賈克斯年度最佳球員: 2022

## 外部連結
- Soccerway資料庫：利桑德罗·马丁内斯